# Pico Santa Fe
El pico Santa Fe (en Argentina) o monte Spann es una montaña que alcanza los 925 metros, y que marca el extremo norte de las colinas Panzarini y la cordillera Argentina, en el extremo noreste de las montañas Pensacola, Antártida.

## Historia y toponimia
En la toponimia antártica argentina, fue denominada por el Piloto Julio Germán Muñoz en la expedición liderada por el general Hernán Pujato en diciembre de 1955, durante un vuelo de reconocimiento a la meseta polar. Hace referencia a la provincia de Santa Fe.
Fue fotografiado el 13 de enero de 1956 en el curso de un vuelo transcontinental sin escalas de la Armada de los Estados Unidos desde el estrecho de McMurdo hasta el mar de Weddell. Fue nombrado por el Comité Consultivo sobre Nomenclatura Antártica (US-ACAN) en honor al sargento Robert C. Spann del Cuerpo de Marines de los Estados Unidos (USMC), piloto de la aeronave P2V-2N Neptune durante este vuelo. El nombre fue aceptado en la toponimia antártica británica.

## Reclamaciones territoriales
Argentina incluye al área en el departamento Antártida Argentina dentro de la provincia de Tierra del Fuego, Antártida e Islas del Atlántico Sur; y para el Reino Unido integra el Territorio Antártico Británico. Las tres reclamaciones están sujetas a las disposiciones del Tratado Antártico.
Nomenclatura de los países reclamantes: 
- Argentina: nunatak Santa Fe[1] o pico Santa Fe[2][5]
- Reino Unido: Mount Spann[2]